# 新潟県道436号猿和田五泉線
新潟県道436号猿和田五泉線（にいがたけんどう436ごう さるわだごせんせん）は、新潟県五泉市を通る一般県道である。

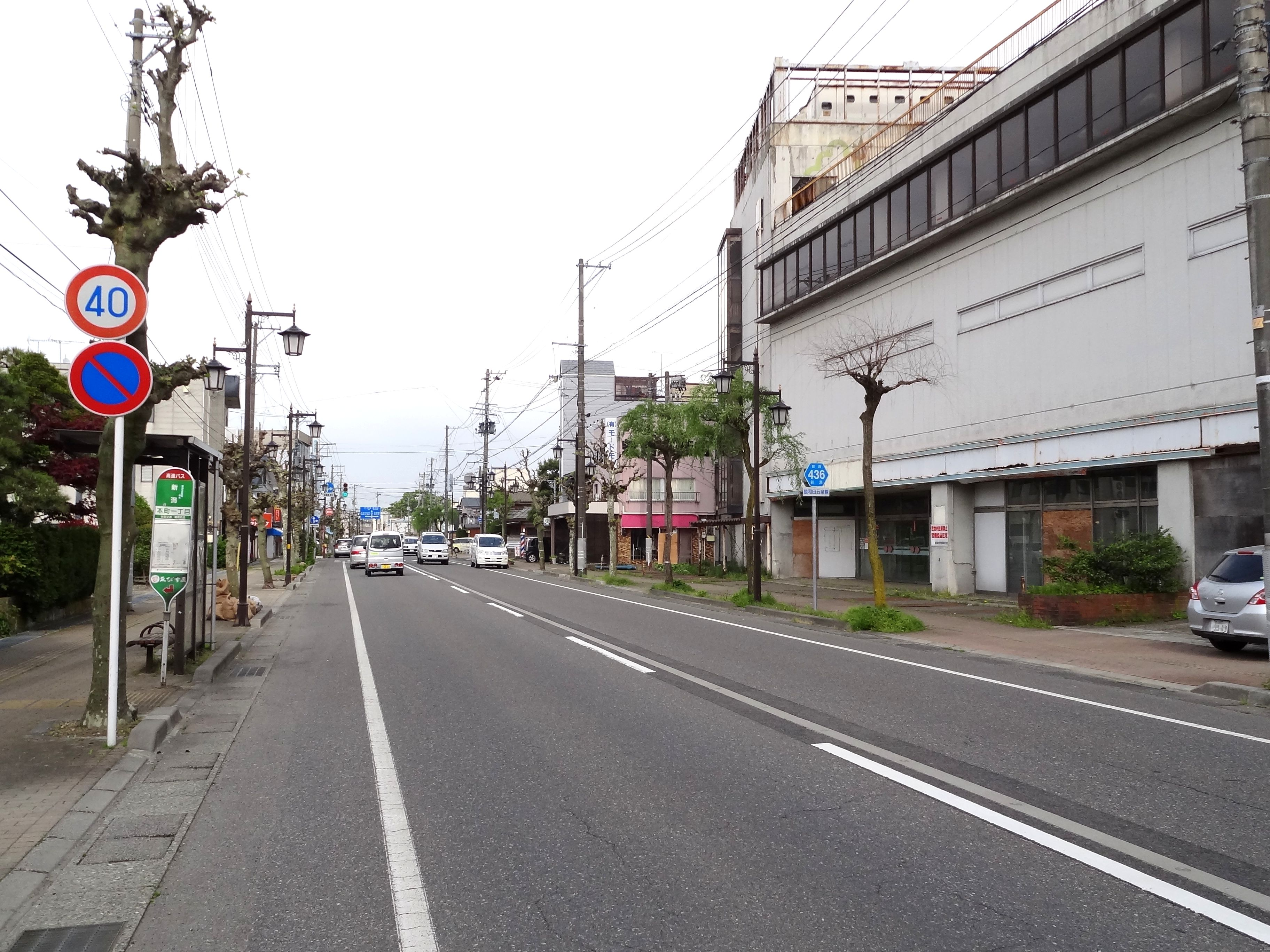
五泉市吉沢付近

## 路線概要
- 起点：五泉市猿和田字上島
- 終点：五泉市本町

## 通過する自治体
- 新潟県
  - 五泉市

## 接続する主な道路
- 国道290号（猿和田地内）
- 新潟県道7号新津村松線（本町一丁目交差点）
- 新潟県道55号新潟五泉間瀬線（同）